# Montagne Terrible
Montagne Terrible är ett berg i Haiti.   Det ligger i departementet Ouest, i den centrala delen av landet, 40 km norr om huvudstaden Port-au-Prince. Toppen på Montagne Terrible är 1 434 meter över havet, eller 187 meter över den omgivande terrängen. Bredden vid basen är 5,2 km. Montagne Terrible ingår i Chaîne des Matheux.
Terrängen runt Montagne Terrible är kuperad åt nordost, men åt sydväst är den bergig. Runt Montagne Terrible är det ganska tätbefolkat, med 214 invånare per kvadratkilometer. Närmaste större samhälle är Arcahaie, 17,7 km sydväst om Montagne Terrible. Trakten runt Montagne Terrible består till största delen av jordbruksmark.